# Distretto di Bang Rachan
Il distretto di Bang Rachan (in thailandese: บางระจัน) è un distretto (amphoe) della Thailandia, situato nella provincia di Singburi.